# Morti nel 1261
| Questa pagina contiene informazioni ricavate automaticamente dalle voci biografiche con l'ausilio del template Bio e di un bot. L'aggiornamento è periodico e automatico e ricostruisce completamente la pagina. Se manca una persona in questa lista, sei pregato di non aggiungerla, ma accertati piuttosto che la sua voce biografica contenga il template Bio e che i dati anagrafici siano correttamente compilati. Se il template Bio manca, inseriscilo tu stesso o, in alternativa, metti l'avviso {{tmp\|Bio}} che ne segnala la mancanza. Se i dati riportati sono sbagliati, correggi direttamente la voce biografica; le modifiche saranno visibili in questa lista entro pochi giorni. Per chiarimenti vedi il progetto biografie. La lista contiene solo le 19 persone che sono citate nell'enciclopedia e per le quali è stato implementato correttamente il template Bio. Pagina aggiornata al 13 gen 2025. |

- 28 febbraio - Enrico III di Brabante, duca
- 25 maggio - Papa Alessandro IV, papa, vescovo cattolico e cardinale italiano
- 10 giugno - Matilda del Brandeburgo, nobile tedesca
- 25 luglio - Niceforo II di Costantinopoli, arcivescovo ortodosso bizantino
- 24 agosto - Ela FitzPatrick, nobile britannica (n. 1187)
- 18 settembre - Corrado di Hochstaden, vescovo cattolico tedesco
- 22 settembre - Piacenza di Antiochia, nobile francese
- 27 ottobre - Sancho di Castiglia, arcivescovo cattolico spagnolo (n. 1233)
- 2 novembre - Bettisia Gozzadini, giurista italiana (n. 1209)
- 9 novembre - Sancha di Provenza (n. 1225)
- 27 novembre - Atanasio III di Alessandria, vescovo cristiano orientale egiziano
- 28 novembre - Al-Mustansir, califfo
- Adolfo IV di Schaumburg, nobile tedesco (n. 1205)
- Alberto di Stade, letterato e abate tedesco (n. 1190)
- Corrado III di Norimberga, nobile tedesco
- Isacco Ducas Vatatzes, nobile bizantino
- Fínghin Mac Carthaigh, sovrano irlandese
- Gilio di Pietro, pittore italiano
- Qin Jiushao, matematico e politico cinese